# Заходы (Иркутская область)
Заходы — деревня в Нукутском районе Усть-Ордынского Бурятского округа Иркутской области. Входит в муниципальное образование «Новоленино». 

## География
Населённый пункт расположен в 33 км северо-восточнее районного центра, на высоте 500 метров над уровнем моря. 

## Население
| 2002 | 2010 | 2011 | 2012 |
| ---- | ---- | ---- | ---- |
| 176  | ↘147 | ↘146 | ↗158 |